# Radu Vancu
Radu Vancu (n. 13 iulie 1978, Sibiu) este un poet, prozator, eseist și traducător român, profesor universitar doctor abilitat la Universitatea „Lucian Blaga” din Sibiu. Face parte din scriitorii Generației douămiiste.

## Educație
A absolvit Facultatea de Litere a Universității „Lucian Blaga“ din Sibiu, urmată de un masterat în perioada 2000 - 2001 la aceeași facultate. În 2005 și-a luat doctoratul cu teza intitulată „Mircea Ivănescu. Poezia discreției absolute”.

## Activitate
Începând cu anul 2002, Radu Vancu a fost preparator, apoi asistent, lector și conferențiar la Catedra de Limba și Literatura Română a Facultății de Litere și Arte din cadrul Universității "Lucian Blaga" din Sibiu.
Din 2010 este redactor la revista Poesis Internațional din Satu Mare, iar în perioada 2010 - 2012 a scris o rubrică de cronică literară în revista Euphorion din Sibiu și o rubrică de recenzie în revista România literară din București. Între 2015 - 2017 a fost editor coordonator pentru secțiunea literară al revistei de cultură contemporană Timpul din Iași și membru, până în 2019, în Grupul pentru Dialog Social și în comitetul de conducere al PEN România. Între anii 2016 - 2018 a fost membru în consiliul de conducere al Administrației Fondului Cultural Național. 
Este redactor-șef al revistei Transilvania din Sibiu începând cu anul 2017. Din 2019 este Președinte al PEN România și membru în Comitetul Director al Grupului pentru Dialog Social.
A tradus în română din poezia lui Ezra Pound, William Butler Yeats (Editura Humanitas Fiction) și John Berryman (Casa de editură Max Blecher).
A publicat mai multe antologii literare pe diverse teme, singur sau în colaborare cu Mircea Ivănescu, Claudiu Komartin și Marius Chivu. A îngrijit ediții din poezia lui Alexandru Macedonski și Alexandru Mușina.
În 2012 a organizat prima ediție a Festivalului Internațional de Poezie „Poets in Transylvania“, care se desfășoară anual la Sibiu.

## Opera

### Poezie[12]
- Epistole pentru Camelia, Imago, 2002
- Biographia litteraria, Vinea, 2006
- Monstrul fericit, Cartier, 2009
- Sebastian în vis, Tracus Arte, 2010
- Amintiri pentru tatăl meu, Vinea, 2010
- Frânghia înﬂorită, Casa de editură Max Blecher, 2012[13]

- Epistole pentru Camelia (2002)
- Cantosuri domestice (antologie de autor, 2016)
- 4 A.M. Cantosuri domestice, Casa de Editură Max Blecher, 2015

- Psalmi, Casa de Editură Max Blecher, 2019
- Kaddish, Casa de Editură Max Blecher, 2023, 84 p.  (ISBN 9786306547081)

### Eseu[12]
- Mircea Ivănescu: Poezia discreției absolute, Vinea, 2007 (ediție revăzută și adăugită, ART, 2015)
- Eminescu: Trei eseuri, InfoArt Media–Argonaut, 2011
- Mistica poeziei: Lecturi în literatura contemporană, Muzeul Literaturii Române, 2013
- Poezie și individuație, Tracus Arte, 2014
- România vertebrată, Adenium, 2016
- Elegie pentru uman. O critică a modernității poetice de la Pound la Cărtărescu, Humanitas, 2016

### Romane
- Zodia Cancerului. Jurnal 2012-2015, Humanitas, 2017
- Transparența, Humanitas, 2018[14]
- Răul. Jurnal 2016-2020, Humanitas, 2021
- Boala & Războiul. Jurnal 2020-2024, Polirom, 2024
- Paradis, Polirom, 2025

### Literatură pentru copii
- Shilluk, 2013[15]
- Regele Piticuț, Editura Cartier, 2017[16]

### Jurnal
- Cărțile autorului[15]

### Publicistică
- România vertebrată, Editura Adenium, Iași, 2016

### Ediții îngrijite
- Alexandru Macedonski, Poezii. Ediție îngrijită și comentată de Radu Vancu, Editura Aula, Brașov, 2007;
- Alexandru Mușina, Regele dimineții. Poeme alese de Radu Vancu, Editura Cartier, Chișinău, 2015;
- Emil Brumaru, Eu, îngerul jongler. Poeme alese de Radu Vancu, Editura Cartier, Chișinău, 2017.

Dintre cărțile sale, Frânghia înﬂorită a fost tradusă în turcă (Çiçek Açan Urgan, Yitik Ülke Yayınları, Istanbul, 2015), iar 4 A.M. Cantosuri domestice în maghiară (Hajnali négy. Házias cantók, Syllabux, Budapesta, 2016). Selecții din poemele lui au fost traduse în engleză, germană, franceză, suedeză, spaniolă, italiană, ﬂamandă, bulgară, sârbă, maghiară, turcă, greacă, rusă.

## Premii
În 2012 a primit premiul pentru „Tânărul poet al anului“ pentru volumul Frânghia înflorită. Același volum i-a adus Premiul Salonului Internațional de Carte de la Chișinău.
I-a fost acordat Premiul Național pentru Proză „Ziarul de Iași” pentru cea mai bună carte apărută în anul 2018, romanul Transparența. Pentru acest roman a primit și premiul liceenilor la Festivalul de Literatură și Traducere FILIT de la Iași.
A primit Premiul revistei Observator Cultural, Premiul Congresului Național de Poezie (2013), Premiul Uniunii Scriitorilor din România, filiala Sibiu.
Pe 15 ianuarie 2024 , la Gala Tinerilor Scriitori, ediția a XIV-a, volumul Kaddish (2023) a primit premiul Cartea de poezie a anului 2023.